# Сесілія Гільєнеа
Сесілія Гільєнеа (ісп. Cecilia Guillenea; нар. 24 січня 1981) — колишня уругвайська тенісистка.
Найвищу одиночну позицію світового рейтингу — 425 місце досягла 9 Oct 2000, парну — 395 місце — 18 Sep 2000 року.

## Фінали ITF

### Одиночний розряд: 2 (2–0)
| Результат | Ранг | Дата           | Турнір          | Покриття | Суперниця         | Рахунок       |
| --------- | ---- | -------------- | --------------- | -------- | ----------------- | ------------- |
| Перемога  | 1.   | 13 серпня 2000 | Ліма, Перу      | Тверде   | Палома Коллантес  | 6–2, 6–1      |
| Перемога  | 2.   | 20 серпня 2000 | Ла-Пас, Болівія | Ґрунт    | Сабріна Ейсенберг | 2–6, 6–2, 6–3 |

### Парний розряд: 2 (2–0)
| Результат | Ранг | Дата           | Турнір          | Покриття | Партнерка     | Суперниці                           | Рахунок  |
| --------- | ---- | -------------- | --------------- | -------- | ------------- | ----------------------------------- | -------- |
| Перемога  | 1.   | 13 серпня 2000 | Ліма, Перу      | Ґрунт    | Тіффані Дабек | Ваніна Гарсія Сокол Клаудія Сальгес | 7–6, 6–2 |
| Перемога  | 2.   | 20 серпня 2000 | Ла-Пас, Болівія | Ґрунт    | Тіффані Дабек | Наталія Беллізія Ана Паула Нуваес   | 6–3, 6–3 |